# 1a Divisió Panzer Paracaigudista Hermann Göring
La 1a Divisió Panzer Paracaigudista Hermann Göring (alemany: Fallschirm-Panzer-Division 1. Hermann Göring – abreujada Fallschirm-Panzer-Div 1 HG) va ser una divisió blindada d'elit de la Luftwaffe alemanya.  La HG va participar en accions a França, el nord d'Àfrica, Sicília, Itàlia i al Front Oriental durant la Segona Guerra Mundial. La divisió va començar com una unitat policial de la mida d'un batalló el 1933. Amb el temps va créixer fins a convertir-se en un regiment, brigada, divisió i finalment es va combinar amb la 2a Divisió Paracaigudista-Panzergrenadier Hermann Göring l'1 de maig de 1944 per formar un Cos Panzer sota el nom de Reichsmarschall. Es va rendir a l'Exèrcit Roig prop de Dresden el 8 de maig de 1945.
El seu personal va ser reclutat inicialment entre voluntaris d'organitzacions nazis com les Joventuts Hitlerianes, i més tard va rebre incorporacions del Heer (especialment tropes panzer) i reclutes de la Luftwaffe. La unitat estava estacionada a Berlín, a la caserna Hermann Göring de nova construcció (avui dia, la caserna Julius Leber) i a Velten; va rebre el nom del "Reichsmarschall" i comandant en cap de la Luftwaffe Hermann Göring. Aquest nomenament pretenia establir una estreta connexió entre les unitats de la Wehrmacht i el nacionalsocialisme, alhora que documentava el poder intern dins de la jerarquia del partit. Entre les seves missions de combat, la Hermann Göring mantenia forces de guàrdia, com ara una guàrdia a la finca del Reichsmarschall a Carinhall i la defensa antiaèria de la caserna general i el tren personal de Hitler.
La divisió, durant la seva estada a Itàlia, va cometre diversos crims de guerra i, juntament amb la 16a Divisió Panzergrenadier SS Reichsführer-SS, va estar involucrada de manera desproporcionada en massacres de la població civil, representant aproximadament un terç de tots els civils morts en crims de guerra a Itàlia.

## Formació

### Establiment i fase inicial: administració policial

Bandera de comandament del cap de policia (Ordnungspolizei).

Quan Hitler, del Partit Nacionalsocialista Alemany dels Treballadors (NSDAP), va ser nomenat canceller del Reich el 30 de gener de 1933, el capità Hermann Göring va ser nomenat ministre de l'Interior prussià el febrer de 1933. Això li va donar el comandament suprem de tota la policia prussiana i el rang de general .
El 24 de febrer de 1933, Göring va establir la Polizeiabteilung z. b. V. Wecke (zb V. que significa "per a ús especial"). La seva intenció era crear una associació policial lleial al règim del NSDAP. El cos va rebre el nom del seu comandant, el Major der Schutzpolizei Walther Wecke, un veterà de la Primera Guerra Mundial i membre del NSDAP. Amb 400 homes, estava estacionat al districte de Kreuzberg de Berlín una zona treballadora notòriament d'esquerres.
El batalló aviat es va fer famós per les seves pràctiques brutals. En cooperació amb la Gestapo, que també estava sota el control de Göring, el Batalló de Policia de Funcions Especials va participar en molts atacs contra comunistes i socialdemòcrates i va ser responsable de la detenció d'opositors al règim.
El juny de 1933, Göring va ampliar el batalló i el va posar sota el comandament de la policia estatal (Landespolizei), convertint-se en el Landespolizeigruppe General Göring (Grup de Policia Estatal de Funcions Especials Wecke), i després en el Landespolizeigruppe General Göring el gener de 1934. El mateix mes, sota la pressió de Hitler i Himmler, Göring va donar a les SS de Himmler el control de la Gestapo. Per reforçar la posició de la seva unitat restant, Göring va augmentar la seva mida i va instituir un programa d'entrenament militar. Durant la Nit dels Ganivets Llargs, Hitler va recórrer tant al grup de policia estatal de Göring com a la Leibstandarte SS Adolf Hitler de Himmler, que va executar molts líders de la Sturmabteilung (SA), eliminant així la formació com a amenaça per a l'NSDAP.

### Control de la Força Aèria: primeres missions

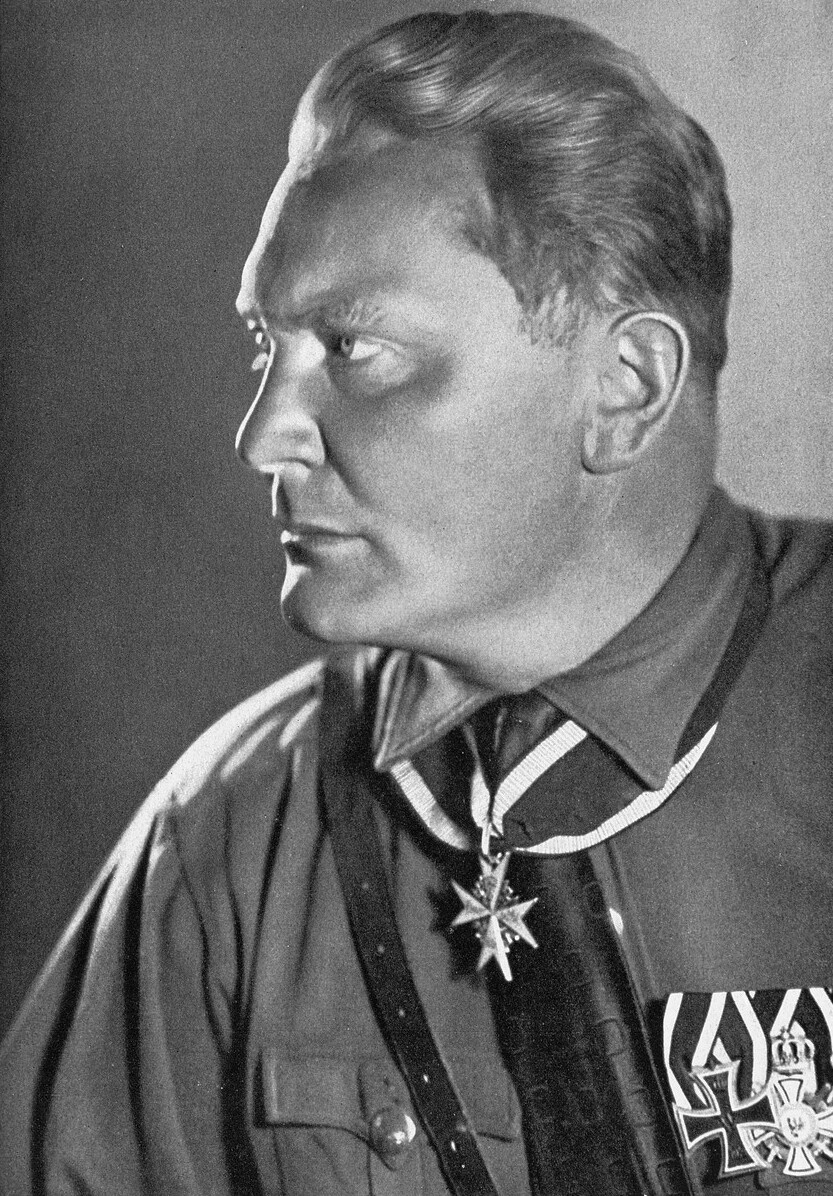
Hermann Göring, l'homònim de la unitat

El 1935, Göring va ser nomenat comandant en cap de les Forces Aèries. Com que volia mantenir el control de la seva "unitat preferida", aquesta va ser transferida a la Luftwaffe el setembre de 1935 i rebatejada com a Regiment General Göring.
L'ordre de batalla del regiment:
- Regimentstab (estat major del quarter general )
- Musikkorps (banda militar)
- I. Jäger-Bataillon (infanteria lleugera)
- II. Batallón Jäger
- 13.Kradschützen-Kompanie ( motociclistes )
- 15. Pionier-Kompanie (enginyers)
- Reiterzug (patrulla de cavalleria)
- Nachrichtenzug (esquadró de senyals)

A principis de 1936, el regiment estava preparat per lluitar de nou. En aquell moment, tota la resistència organitzada contra el NSDAP havia estat eliminada. Durant aquest temps, el regiment va servir a Göring com a guardaespatlles personal i va cobrir el quarter general de Hitler amb els seus canons antiaeris. Durant aquest temps, el I. (Jäger-) Bataillon/RGG i la 15a Companyia d'Enginyers (15. Pionier-Kompanie) van ser assignats a l'Escola d'Aviació de Döberitz per a l'entrenament de paracaigudisme; a finals de 1937, aquestes unitats van ser rebatejades com a I.Fallschirmschützen-Bataillon (Batalló de Fusellers Paracaigudistes). El batalló es va separar del regiment el març de 1938, es va enviar als camps d'entrenament de Stendal i es va transformar en el I./Fallschirmjäger-Regiment 1, la primera unitat de paracaigudistes de la Wehrmacht.
El regiment va participar en l'anomenada Blumenkrieg (Guerres de les Flors), prenent part en l'annexió d'Àustria; sent una de les primeres unitats a creuar la frontera. Dues companyies van aterrar amb avions de transport Junkers Ju 52/3m a l'aeroport d'Aspern, prop de Viena. La unitat va romandre al país durant diverses setmanes de servei a Wiener Neustadt. El general del regiment Göring també va participar en l'ocupació dels Sudets a l'octubre de 1938 i en l'ocupació de la resta de Txecoslovàquia al març de 1939; després de la qual cosa, el regiment va assumir tasques de guàrdia a la fàbrica de vehicles Skoda, estratègicament important.

### Formació i selecció

Bandera de tropa especial del 1r batalló del Regiment "General Göring".

El Regiment General Göring tenia la intenció que les seves files s'omplissin amb personal seleccionat per enfrontar-se als seus competidors, l' elit de l'exèrcit, el Regiment d'Infanteria "Großdeutschland" i la Leibstandarte-SS Adolf Hitler de les Waffen-SS. Entre els criteris d'acceptació al regiment:
- Edat de 18 a 25 anys,
- Alçada mínima d'1,68 m,
- Ciutadania alemanya,
- Elegibilitat per al servei militar,
- Aptitud per al servei actiu,
- Ascendència ària,
- Estat de solter/a
- Antecedents policials net i sense càrrecs pendents,
- Suport obert confirmat a l' estat nacionalsocialista.[4]

Durant els anys de la guerra es va afegir un altre requisit: el voluntari havia de prestar servei durant 12 anys. Aquestes condicions eren molt semblants a les que s'exigien per ingressar a la Großdeutschland i la Leibstandarte. A mesura que la guerra avançava i l'escala de les pèrdues en combat augmentava, aquests criteris restrictius no es podien mantenir en cap d'aquestes formacions d'elit. Molt personal de la Luftwaffe simplement era reclutat per a la Hermann Göring des d'altres unitats per substituir les pèrdues en combat.
Amb reclutes d'alt calibre, el regiment va ocupar un complex de casernes totalment nou construït expressament a Berlín-Reinickendorf, que va ser construït amb els més alts estàndards i amb les instal·lacions més modernes. El complex comptava amb més de 120 edificis i incloïa gimnasos, piscines exteriors i interiors, zones esportives i la seva pròpia oficina de correus. Els soldats de la General Göring, elegantment vestits, amb els seus uniformes distintius amb pegats de coll blanc i manillars d'unitat especial (Ärmelstreifen), es van convertir en una visió habitual als carrers de Berlín.
El 1939, el regiment havia crescut considerablement. Les tropes del regiment van participar en moltes de les grans desfilades de preguerra a través de Berlín. Van proporcionar guàrdies per al quarter general del Reichsmarschall Hermann Göring, i el canvi de guàrdia sovint es realitzava amb tota la cerimònia deguda, inclosa la presència de la banda militar del regiment. El regiment també va dur a terme tasques de guàrdia al refugi privat de Göring, la sumptuosa finca Carinhall, que porta el nom de la difunta primera esposa de Göring, Carin Axelina Hulda Göring.
L'ordre de batalla del regiment a la vigília de la Segona Guerra Mundial era:
- Regimentspun
- Musikkorps
- Stabsbatterie (bateria d'artilleria del quarter general)
- I.(schwere) Flak-Abteilung (batalló d'artilleria pesada antiaèria)
- II.(leichte) Flak-Abteilung (batalló d'artilleria lleugera antiaèria)
- Scheinwerfer-Abteilung ( batalló de reflectors)
- IV. (lleuger) Dispensador antiaeri
- Batalló d'infanteria de la guàrdia (Wachbataillon)
  - Reiterschwadron (esquadró de cavalleria)
  - 9.Wachkompanie (infanteria)
  - 10.Wachkompanie
  - 11.Wachkompanie
- Reserve-Scheinwerfer-Abteilung
- Ersatz-Abteilung (batalló d'entrenament de substitució)
- (schwere) Eisenbahn Flak-Batterie (bateria antiaèria de ferrocarril pesat)
- (leichte) Flak-Batterie (bateria antiaèria lleugera)

## Historial de combat

Invasió alemanya de Dinamarca, 1940.

### Blitzkrieg a l'oest
Durant l'atac a Polònia, que va marcar l'inici de la Segona Guerra Mundial, només una petita part del Regiment General Göring (RGG) va participar en els combats. La major part de la unitat va romandre a Berlín per protegir el quarter general de  Göring i la Reichshauptstadt. Durant la Guerra de Broma, parts del regiment van formar un batalló d'infanteria i van participar en l'operació Weserübung contra Dinamarca i Noruega a la primavera de 1940; la major part del RGG es va traslladar a l'oest, a la frontera germano-neerlandesa, sota les designacions de camuflatge "Flak-Regiment 101" i "Flak-Regiment 103".
A l'abril, un destacament sota el comandament del Hauptmann Kluge va ser enviat a Dinamarca. Compost per una companyia del Wachbataillon, una Flak-Batterie autopropulsada de 2 cm i una Kradschützen-Kompanie, va participar en la presa de l'aeròdrom i l'estació de ràdio d'Esbjerg i en la assegurança de la costa de Jutlàndia. El destacament va ser traslladat per mar a Oslo, a Noruega, participant al costat de l'exèrcit primer en l'avanç cap a Trondheim, després cap al nord, fins al Cercle Polar Àrtic, per prendre el port de Bodo i alleujar la pressió sobre l'elit assetjada Gebirgsjäger més al nord a Narvik. Al principi, les forces alemanyes van ser rebutjades pels aliats, amb el general Eduard Dietl fent una retirada de combat i retirant-se al llarg de Beisfjord. Amb Fall Gelb iniciat, els aliats van evacuar Noruega per concentrar-se a Flandes, deixant Narvik als alemanys. Després de completar la seva missió, el destacament de Kluge va ser enviat de tornada a Berlín.
Com a part de la campanya occidental, l'RGG va participar en la invasió dels Països Baixos i Bèlgica. Durant la campanya, la fortalesa d'Eben-Emael a Bèlgica va ser presa per paracaigudistes sota el comandament del capità Walther Koch, molts dels quals havien servit anteriorment al Regiment General Göring, inclòs el mateix Koch. L'RGG va participar en la travessa del Mosa i l'avanç cap a l'est de Bèlgica. Allà va creuar el Canal Albert contra una dura resistència i va participar en la captura de Brussel·les.
Després de la rendició dels Països Baixos, el regiment es va dividir en diversos grups de combat petits (Kampfgruppen),), que van ser assignats a les divisions panzer que van encapçalar l'atac contra França. Les tropes antiaèries van ser particularment conegudes per la seva eficàcia, amb els magnífics canons antiaeris de 8,8 cm de les bateries pesades que s'utilitzaven sovint per combatre tancs, i les bateries 3a i 5a del RGG van destruir 18 tancs francesos a curta distància durant una batalla al Bosc de Mormal, trencant el seu contraatac ; les tripulacions dels canons Casar i Dona van seguir disparant als tancs pesats francesos a 15 metres.
El general del regiment Göring va ser recompensat per la seva excel·lent actuació formant part de la guàrdia d'honor de la Führer-Begleit-Kompanie (Companyia d'Escorta del Führer) per a l'armistici formal a Compiègne el 21 de juny de 1940. Després de la capitulació de França, l'RGG va proporcionar defenses antiaèries en búnquers a la costa del Canal de la Mànega, a més de contribuir a l'anell de defensa antiaèria al voltant de París. El nou comandant del regiment va ser el coronel Paul Conrath el juny de 1940, que havia de dirigir el regiment i la posterior divisió fins al 1944. A finals de 1940, el regiment va ser transferit de nou a Berlín per reprendre la seva antiga tasca com a unitat de guardaespatlles i defensa aèria .

### La invasió de la Unió Soviètica
Göring havia estat nomenat Reichsmarschall el 1940. A principis de 1941, la unitat va ser motoritzada i rebatejada com a Regiment (mot.) Hermann Göring. Quan Alemanya va entrar en hostilitats als Balcans l'abril de 1941, el regiment motoritzat va ser enviat a Romania per ser adjunt al 12.Armee del Generaloberst Wilhelm List; en canvi, es va mantenir en reserva i es va col·locar a la defensa aèria dels camps petroliers estratègics de Ploesti. Com a preparació per a la invasió de la Unió Soviètica el juny de 1941, el regiment s'havia traslladat a posicions al llarg del riu Bug, la línia divisòria entre les zones d'ocupació alemanya i soviètica de Polònia; formant part del II. Flak-Korps del Panzergruppe von Kleist.
Organització a 15 de juny de 1941:
- Estat Major del Regiment (Coronel  Paul Conrath)
- Nachrichtenzug (esquadró de senyals)
- Werkstattzug (Tren taller)
- Columna de subministrament de municions de 25 t
- I. Abteilung (Flak) (Major Hullmann)
  - 1. Batterie (4 × 8,8 cm)
  - 2. Batterie (4 × 8,8 cm)
  - 3. Batterie (4 × 8,8 cm)
  - 5. Batterie (12 × 2 cm)
- IV. Abteilung (Flak) (Capità Geicke)
  - 6. Batterie (9 × 3,7 cm)
  - 15. Batterie (6 × 2 cm, 6 × 3,7 cm)
  - 16. Batterie mot S. Ketten (12 × 2 cm)
- Schützen-Bataillon (Capità Funck)
  - 8. Batterie mot. S. Räder (12 × 2 cm)
  - 1. Schützen-Kompanie (Companyia de protecció)
  - 3. Schützen-Kompanie (Companyia de protecció)

Companyia de protecció de les calaixos
II. / Regiment Flak 43 (Major Karlhuber)
- - 6. Batterie (4 × 8,8 cm)
  - 7. Batterie (4 × 8,8 cm)
  - 8. Batterie (4 × 8,8 cm)
  - 9. Batterie (4 × 8,8 cm)
  - 10. Batterie (12 × 2 cm)
- Divisió de columna de subministrament reforçada I./200 (Major Buchmann)

.

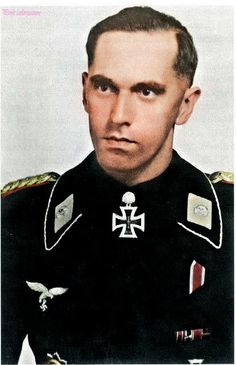
Karl Rossmann amb la Creu de Cavaller, i les vores de coll blanc (Waffenfarbe) i pegats de la Hermann Göring

Durant l'Operació Barbarroja, el regiment va ser adscrit a l'11a Divisió Panzer, que formava part del Grup d'Exèrcits Sud. El regiment va participar en l'avanç inicial i en la via de Radziechów, on les tripulacions dels Flak van mostrar una vegada més un rendiment notable contra els tancs enemics. La unitat va dirigir-se llavors cap a Dubno, lluitant a la batalla de tancs de Brody a Ucraïna, contra els tancs soviètics T-34 i KV; amb l'11a Divisió Panzer momentàniament aïllada per les forces blindades soviètiques. El regiment va participar llavors en l'encerclament de Kíev i la batalla de Bryansk. Aquestes batalles van ser molt disputades i el regiment va patir pèrdues significatives, tot i que van reforçar la creixent reputació de la unitat per la seva fermesa en el combat. A finals de 1941, el regiment va ser traslladat de nou a Alemanya per descansar i reequipar-se, i el Schützen-Bataillon Hermann Göring va romandre al front fins al maig de 1942. Al mateix temps, un II.Schützen-Bataillon recentment format va ser enviat al front oriental, on va ser pràcticament delmat en combats extremadament intensos al voltant de Juchnow i Anissowo-Goroditsche.
Al final de la batalla d'Uman, les forces soviètiques encerclades van intentar una fugida desesperada a la nit, topant-se amb la 16a bateria del Regiment Flak Hermann Göring, sota el comandament de l'Oberleutnant Karl Rossmann (també conegut com a Batterie Roßmann ) i amb un grapat d'infanteria, incloent-hi tropes de la Divisió SS "Wiking" entre Uman i Slatopol, prop de la ciutat de Swerdlikowo. La formació de Rossman va resistir durant 14 hores tots els atacs, jugant així un paper important en la destrucció dels Exèrcits 6è, 12è i elements del 18è soviètics. Per aquesta acció, Rossmann va rebre la Creu de Cavaller el 12 de setembre de 1941.
De tornada a Alemanya, els elements de la Flak del Reich van prendre posicions a Munic, on van contribuir a la defensa aèria de la ciutat durant un curt període, abans de ser traslladats a prop de París, on van romandre fins a la primavera de 1942.

### Expansió a divisió
Entre maig i juliol de 1942, el regiment es va ampliar a la mida d'una brigada i es va canviar el nom a Brigada Hermann Göring, sota el comandament del generalmajor Paul Conrath, i durant aquest període va assumir tasques generals d'ocupació i seguretat a França.
Ordre de batalla de la brigada:
- Stabskompanie (estat major de companyia)
- I.Schützen-Regiment (1–4 companyies d'infanteria )
- II.Schützen-Regiment (5–8 companyies d'infanteria, 9a companyia d'armes pesades)
- III.Schützen-Regiment (10a companyia motoritzada, 11a companyia d'enginyers blindats i 13a companyia antitanc)
- Regiment de Flak
  - I.Flak-Abteilung (3 bateries pesades i 3 lleugeres)
  - II.Flak-Abteilung (3 bateries pesades, 2 lleugeres i 1 d'obús)
  - III.Flak-Abteilung (3 bateries)
  - IV.(Führer) Abteilung (3 bateries, amb coberta antiaèries a la seu de Hitler)
- Musikkorps (Banda)
- Wachbataillon (3 companyies)
- Substitució d'equips

A l'octubre de 1942, quan la brigada encara s'estava reformant a Bretanya, es va decidir ampliar la HG a la mida d'una divisió, anomenada Divisió Hermann Göring, de manera que s'hauria d'estructurar segons les directrius d'una divisió de tancs de l'exèrcit. Göring va organitzar l'assignació de tripulacions de tancs de l'exèrcit amb experiència a la seva divisió i va reforçar la infanteria amb fins a 5.000 paracaigudistes, incloent-hi les restes del Fallschirmjäger-Regiment 5 (FJ-Regt 5), delmat a la batalla aerotransportada de Creta. La formació dels elements divisionals es va dur a terme en nombrosos llocs de França, Holanda i al dipòsit del regiment de Berlín. Diversos membres de la Luftwaffe van ser destacats a l'exèrcit per entrenar-se amb unitats Panzer.
El FJ-Regt 5 es va establir el maig de 1942 a la zona d'entrenament de Groß-Born amb 3 batallons, amb l'estat major i el 1r batalló recentment formats, els batallons 2n i 3r formats pels batallons 2n i 3r del Luftlande-Sturm-Regiment 1 (també anomenat Sturm-Regiment Koch ); tornant del front oriental i augmentant-se amb reemplaçaments. El juliol de 1942, el I. i el III. Bataillonen van ser enviats a la zona d'entrenament militar de Mourmelon per a un entrenament addicional, al sud-est de Reims . El 2n Batalló estava subordinat a la Brigada Paracaigudista de Ramcke  sota el comandament del major Friedrich Hübner per al seu ús al nord de França .
Força de les principals unitats de combat divisionals :
- Regiment de Granaders 1 "HG" (3 batallons, 1 companyia d'armes pesades, 1 companyia AT)
- Regiment de Granaders 2 "HG" (3 batallons, 1 companyia d'armes pesades, 1 companyia AT)
- Jäger-Regiment "HG" (2 batallons, antic FJ-Regt 5)

Regiment Panzer "HG" (2 batallons)
- Regiment de Flak "HG" (3 batallons més Führer-Flak-Abteilung)
- Regiment d'Artilleria "HG" (4 batallons més V.Sturmgeschütz-Abteilung, posteriorment transferit al Pz-Regt "HG" com a III.Abt)
- Aufklärungs-Abteilung "HG" (reconeixement)
- Panzer-Pionier-Abteilung "HG" (enginyers blindats)
- Panzer-Nachrichten-Abteilung "HG" (senyals blindats)

Aquesta expansió va ser interrompuda pels sobtats desembarcaments aliats al nord d'Àfrica francès a l'Operació Torxa, amb l'Alemanya nazi envaint la Zona Lliure francesa el novembre de 1942. En aquell moment, el gruix de la divisió estava situada a la zona al voltant de Mont-de-Marsan, on va continuar el seu entrenament i treball. Les subunitats més properes a estar completament formades van ser gradualment traslladades a Itàlia, mentre que la resta es va quedar al sud de França.

### Afrikakorps
A partir del 10 de novembre de 1942, els paracaigudistes transferits del FJ-Regt 5 van ser traslladats per tren a Itàlia i per avió via Sicília a Tunísia, i se'ls va assignar el suport a la 10a Divisió Panzer. Immediatament després de l'aterratge, el regiment va ser traslladat a posicions defensives a l'oest i al sud-oest de Tunis i va ocupar els importants ponts sobre el riu Medjerda. Al voltant del 20 de novembre de 1942, el regiment va participar en intensos combats contra els atacs liderats pels tancs dels nord-americans procedents d'Algèria a Medjez El Bab. Aquests van ser rebutjats fins que la superior pressió enemiga va obligar el regiment a abandonar la posició el 25 de novembre.
El gruix de la Divisió Hermann Göring, encara no completament organitzada, va ser enviada a trossos a Tunísia entre febrer i març de 1943, formant un grup de combat de 7.000 a 11.000 homes sota el comandament del coronel Joseph Schmid, que va ser ascendit a Generalmajor poc després. Aquest Kampfgruppe Schmid va ser lliurat a la batalla dispers i adjunt a diverses unitats de l'exèrcit, i ràpidament es va guanyar una reputació d'agressivitat en l'atac i fiabilitat sota foc. Sota el títol de Divisió Hermann Göring, el grup de combat va ser elogiat en comunicats oficials de la Wehrmacht a l'abril de 1943 pel seu "esperit de lluita exemplar i valor intrèpid".
Quan les forces de l'Eix es van rendir el 12 de maig de 1943, gairebé tota la resta del Kampfgruppe va ser feta captiva, inclosos els veterans més experimentats. Uns 400 soldats de Hermann Göring van morir en combat a Tunísia. 

### Sicília
El general Joseph Schmid i alguns dels seus homes van escapar a la Itàlia continental, per ordre expressa de Göring, abans de la rendició. Aquests supervivents s'unirien a la divisió recentment reformada anomenada Panzer-Division Hermann Göring . El generalmajor Schmid va ser guardonat amb la Creu de Cavaller el 21 de maig de 1944 pel seu lideratge del HG Kampfgruppe a Tunísia.

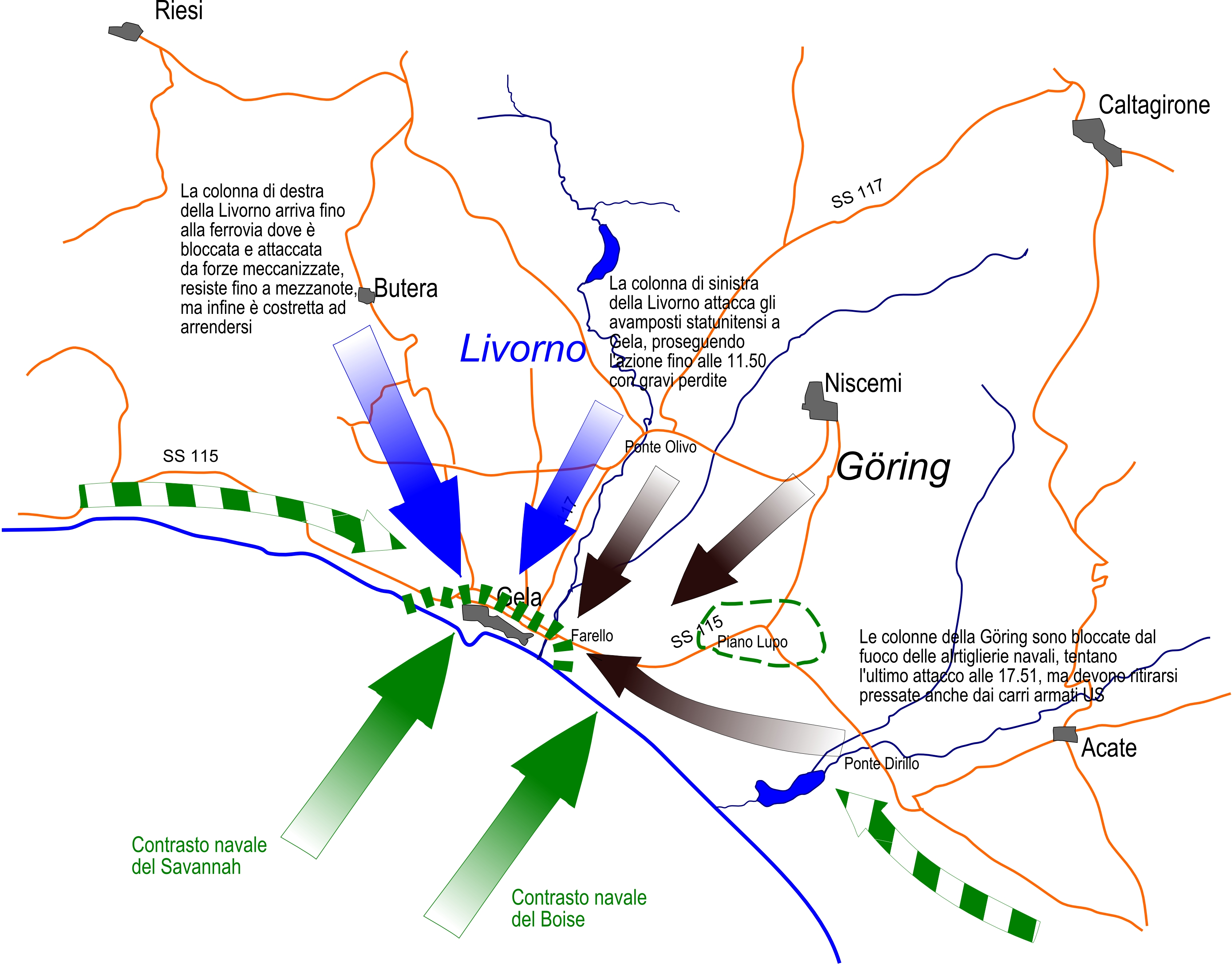
El contraatac de les forces italianes i alemanyes al cap de platja de Gela l'11 de juliol de 1943.

Mentrestant, la nova divisió es va construir al voltant d'aquells elements dispersos que encara treballaven a França, els Països Baixos i Alemanya, que ara s'havien reunit a la zona de Nàpols. Els esforços per modelar aquestes tropes en una força de combat cohesionada van seguir endavant amb urgència, ja que els alemanys esperaven una invasió aliada de Sicília. Durant les setmanes següents, les tropes HG creuarien a l'illa; aquesta nova divisió blindada extremadament poderosa estava a punt el juny de 1943, prenent posicions al voltant de Caltagirone.
L'ordre de batalla divisional a Sicília era:
- Divisionsstab (quarter de divisió)
- Regiment Panzer "HG" (2 batallons de tancs, 1 batalló de canons d'assalt)
- Panzergrenadier - Regiment 1 "HG" (3 batallons d'infanteria mecanitzada)
- Regiment Panzergrenadier 2 "HG" (3 batallons d'infanteria mecanitzada)
- Panzer-Aufklärungs-Abteilung "HG" (batalló de reconeixement blindat)
- Regiment Flak "HG" (2, més tard 3 batallons)
- Panzer-Artillerie-Regiment "HG" (3, més tard 4 batallons més accessoris)
- Panzer-Pionier-Abteilung "HG" (enginyers blindats)
- Panzer-Nachrichten-Abteilung "HG" (senyals blindats)
- Feldersatz-Bataillon "HG" (substitució i formació)
- Divisions-Kampfschule (empresa de l'escola de combat)
- Nachschub-Abteilung "HG" (batalló de subministrament)
- Instandsetzungs-Abteilung "HG" (batalló de tallers de reparació)
- Verwaltungstruppe "HG" (tropes administratives)
- Sanitäts-Abteilung "HG" (batalló mèdic)

L'Operació Husky es va iniciar el 10 de juliol de 1943, i va veure les divisions Hermann Göring i la 15a Panzergrenadier envoltades per unitats italianes majoritàriament de tercera categoria, orientades a la defensa costanera i equipades amb 38 tancs lleugers Fiat 3000 obsolets. L'única divisió mòbil italiana era la 4a Divisió d'Infanteria de Muntanya Livorno, recolzada pel Grup Mòbil Italià E equipat amb 12 tancs lleugers Renault R 35 sota el capità Giuseppe Granieri; a la tarda del primer dia se'ls van unir 9.000 soldats de la Divisió Panzer Hermann Göring amb 46 tancs mitjans Panzer III i 32 Panzer IV procedents de Caltagirone, i reforçats amb un batalló dels 15è Panzergrenadiers ( III. / Panzergrenadier-Regiment 129 ).

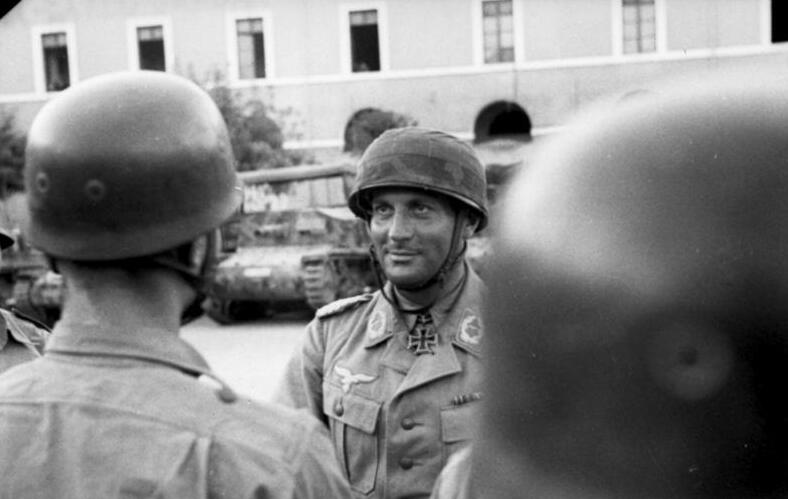
El major Walter Gericke, comandant del Fallschirmjäger-Regiment 11 (Fsch.Jäg.Rgt. 11, part de la 2a Divisió Fallschirmjäger), amb els seus paracaigudistes en un poble italià amb blindats italians capturats al fons, l'11 de setembre de 1943. Gericke va comandar una companyia del Fallschirmschützen-Bataillon del Regiment "General Göring".

Els alemanys i els italians van participar en contraatacs a la batalla amfíbia de Gela els dies 10 i 11 de juliol, sent obligats a retrocedir per un intens bombardeig naval aliat. L'11 de juliol de 1943, després d'una preparació d'artilleria de 10 minuts, la Divisió Livorno italiana va atacar els Rangers nord-americans en tres columnes des del costat oest del riu Gela, amb el suport de tancs lleugers Renault R 35 obsolets, mentre que la Divisió Hermann Göring va atacar el cap de platja de la 1a Divisió d'Infanteria al costat est del riu Gela. L'atac va ser contingut i després abandonat. Els alemanys van reforçar Sicília amb la 29a Divisió Panzergrenadier, una veterana de Stalingrad arribada des de la Itàlia continental, i la 1a Divisió Fallschirmjäger portada des de França. La Divisió HG va participar en intensos combats al carrer del 2 al 4 d'agost amb la 78a Divisió Battleaxe britànica a la ciutat de Centuripe, retirant-se després a Messina. Els aliats van fer retrocedir constantment les tropes de l'Eix i la Hermann Göring va formar part de la rereguarda, proporcionant cobertura a les unitats alemanyes que eren evacuades a la Itàlia continental; sent una de les últimes unitats alemanyes que abandonaven Sicília. Sorprenentment, malgrat els intensos combats en què havia estat involucrat i el bombardeig intensiu del port de Messina a través del qual es retirava, el gruix de les tropes HG i la major part del seu equipament pesat van ser evacuats amb èxit.

### Itàlia
La divisió estava estacionada prop de Nàpols per descansar i reequipar-se, però va ser posada en alerta gairebé immediatament a causa de l'Armistici de Cassibile . El 3 de setembre de 1943, els britànics van desembarcar a Calàbria i cinc dies després el govern italià es va rendir als aliats. Berlín va implementar ràpidament un pla de contingència per ocupar punts estratègics a la península i desarmar les tropes italianes: l'operació Achse. L'endemà, el 9 de setembre, el Cinquè Exèrcit dels Estats Units va desembarcar a Salern i va establir amb èxit un cap de platja. Els esforços alemanys per destruir aquest cap de platja van durar nou dies. La Divisió Panzer Hermann Göring va lluitar al XIV Cos Panzer del general Hube al costat de les divisions 16a Panzer 16a i 15a Panzergrenadier, lluitant durament però sent progressivament repel·lida pels aliats sota una forta potència de foc naval i aèria. El HG es va retirar a Nàpols, on va aguantar tenaçment fins que finalment va abandonar el port devastat l'1 d'octubre, retirant-se a posicions a la línia Volturno-Termoli.
En aquestes noves posicions, la Hermann Göring i la 15è Panzergrenadier van dur a terme una defensa enèrgica, guanyant temps essencial per a la preparació de les principals defenses de la Línia Gustav. Aquesta xarxa defensiva anava des de Gaeta, a la costa oest, fins a Ortona, a l'est, amb el seu extrem occidental bloquejant la Vall del Liri, la porta d'entrada a Roma. Els alemanys en retirada van emprar accions dilatòries amb gran èxit: els sapadors van destruir ponts, van minar carreteres i van demolir edificis, mentre que la infanteria, l'artilleria i els panzers van lluitar en tossudes accions de rereguarda. Aquestes mesures van garantir que l'avanç aliat fos lent i costós, guanyant temps per a l'arribada de l'hivern i l'estabilització del front. Amb l'arribada de les pluges de tardor, el gruix del HG va ser retirat per descansar en noves posicions de reserva al voltant de Frosinone. Elements procedents principalment dels regiments Flak i Panzer-Artillerie van romandre al front i van participar en intensos combats hivernals fins que van ser rellevats el gener de 1944.

#### Monte Cassino

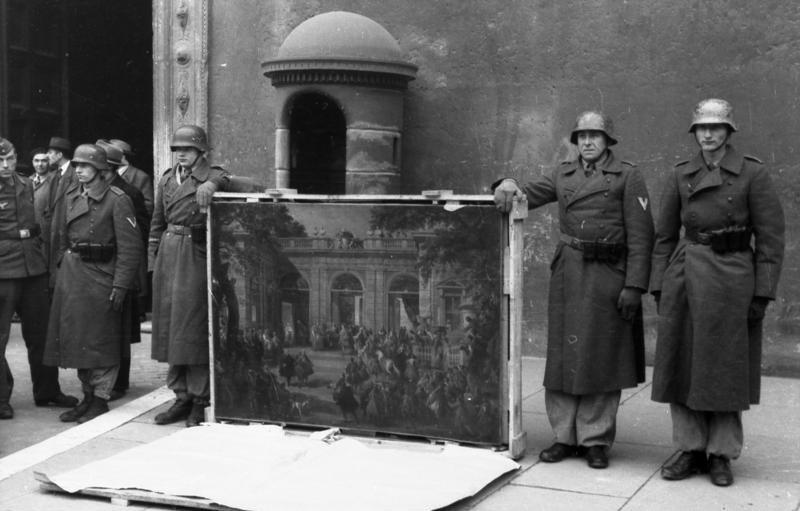
Soldats de la divisió mostrant una pintura davant del Palazzo Venezia de Roma, 4 de gener de 1944.

Amb els aliats empenyent més al nord, l'antic monestir benedictí de Monte Cassino s'enfrontava a la destrucció gairebé segura d'innombrables tresors inestimables; la seva posició estratègicament dominant com a àncora occidental de la Línia Gustav necessàriament situaria l'abadia enmig dels durs combats per la possessió del terreny. El comandant del batalló de tallers de reparació de la divisió, l'Oberstleutnant Julius Schlegel, es va acostar a l'abat per oferir la seva ajuda per transportar els tresors a un lloc segur al Vaticà. Un home culte dotat d'un gran sentiment artístic, en el període d'entreguerres Schlegel havia regentat una llibreria a Viena, la seva ciutat natal. Després de molta persuasió i amb els sons de la batalla cada cop més a prop, els monjos van acceptar l'oferta de Schlegel, i els vehicles de la divisió es van utilitzar per assegurar les obres d'art, incloent-hi pintures de Leonardo da Vinci, Ticià i [Rafael Sanzio|Rafael]], i les restes de Benet de Núrsia, al Castel Sant'Angelo de Roma. D'aquesta manera van escapar de la destrucció quan l'abadia va ser atacada a la batalla de Monte Cassino.

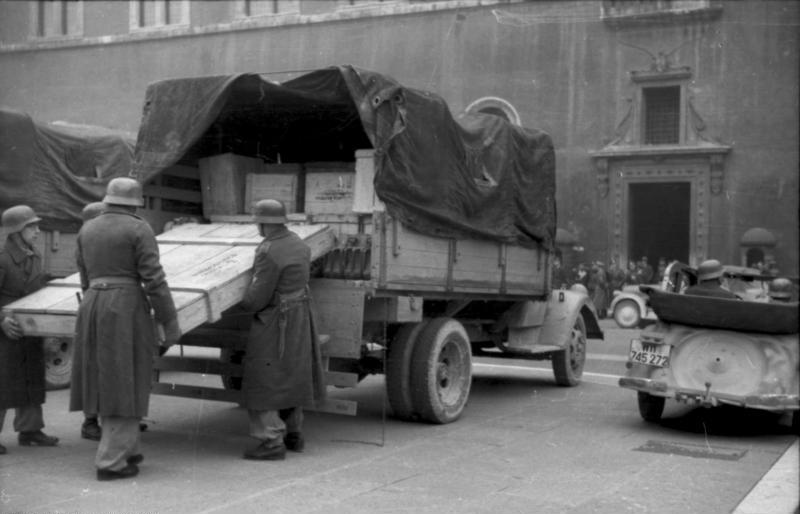
Les obres d'art, embalades en caixes de fusta, es carreguen en un camió.

Durant tres setmanes, els camions HG van fer el viatge a Roma. Aleshores, una emissió de ràdio aliada va acusar les tropes de la Divisió Hermann Göring de saquejar l'abadia. Donada la reputació de Göring com a saquejador dels tresors artístics d'Europa, la sospita era raonable. A més, Schlegel no havia informat el seu comandant, Conrath, de l'operació i l'ús no autoritzat d'actius militars (vehicles i homes) per part del coronel en un assumpte no militar, sense relació directa amb l'esforç bèl•lic, podria haver resultat en el seu consell de guerra i fins i tot en l'execució. Un destacament de la Waffen-SS Feldgendarmerie va ser enviat a l'abadia amb la intenció d'arrestar els "saquejadors", i els monjos van haver de convèncer-lo que Schlegel els estava ajudant, no robant-los. Després que Schlegel admetés al general Conrath que estava utilitzant 20 camions per a finalitats no relacionades amb l'avanç de la guerra i expliqués per què, Conrath va consentir l'operació. Ara, amb el ple suport de Conrath, els tresors restants van ser transportats a un lloc segur (inclosa la sagrada relíquia de Sant Benet). En agraïment, els monjos de Monte Cassino van celebrar una missa especial i van atorgar a Julius Schlegel un certificat il•luminat en pergamí en llatí que deia:
| « | En el nom del nostre Senyor Jesucrist. Els cassinians agraeixen de tot cor a l'il•lustre i estimat oficial Julius Schlegel, que va salvar els monjos i les propietats del sant monestir de Cassino, i demanen a Déu el seu continu benestar. Signat Gregorius Dimare, OSB, bisbe i abat. | » |

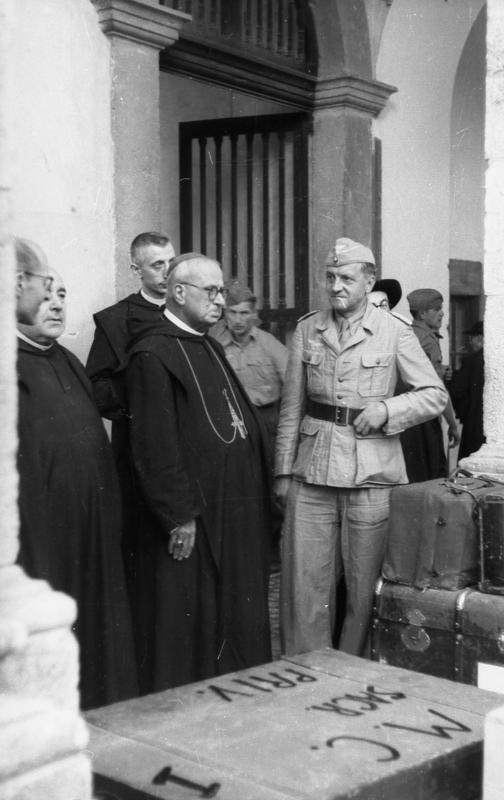
Soldats de la divisió amb el bisbe Gregorio Vito Diamare, abat de l'abadia de Monte Cassino

Conrath es descrit amb una traducció força idiosincràtica de "Líder d'una divisió de tancs" al llatí com a Dux ferreae legionis.
El juliol de 1944, el tinent coronel Schlegel va ser ferit en un atac aeri a la regió de Bolonya, perdent un peu i posant fi a la seva participació en el conflicte. No obstant això, va ser arrestat pels aliats després de la guerra acusat de saqueig i empresonat durant més de set mesos abans de la intervenció personal del mariscal de camp britànic Harold Alexander.
Salvant els tresors artístics i la biblioteca, així com els plànols de construcció, va ser possible posteriorment la reconstrucció del monestir destruït. Schlegel va ser trobat pel Papa Pius XII a principis dels anys cinquanta i convidat a una audiència especial. També hi ha una placa commemorativa dedicada a l'austríac a Pokornygasse 5 de Viena, i un monument no gaire lluny d'ella al parc Wertheimstein, al districte vienès d' Oberdöbling, en un pendent natural cap al Canal del Danubi .

#### Combats posteriors a Itàlia
Mentre els aliats continuaven pressionant contra les defenses muntanyoses de la Línia Gustav, la HG va abandonar la reserva i es va moure cap al sud contra el Vuitè Exèrcit britànic al riu Garigliano. El 22 de gener de 1944, l'exèrcit nord-americà va desembarcar a Anzio i Nettuno, al nord de l'extrem occidental de la Línia Gustav, agafant completament per sorpresa els alemanys.
El Generalfeldmarschall Albert Kesselring va enviar unitats per bloquejar el cap de platja, entre elles elements de la Hermann Göring. El cap de platja va ser contingut amb èxit i sotmès a tanta pressió que els aliats van haver de traslladar reserves del sector Cassino.
La divisió va lluitar a la batalla de Cisterna, al flanc esquerre alemany, enfrontant-se a la 3a Divisió d'Infanteria dels Estats Units i als batallons 1r i 3r Rangers. Després d'una infiltració nocturna, els Rangers van ser contraatacats per les divisions d'infanteria HG i 715, cosa que va resultar en la captura de 700 presoners nord-americans. L'HG es va retirar a la Toscana per reformar-se.
El febrer de 1944, la Hermann Göring va ser rebatejada com a Fallschirm-Panzer-Division (Divisió Blindada Paracaigudista). La nova designació era merament honorífica, i implicava una alteració mínima a l'estructura o la capacitat de la unitat. El 14 d'abril, el general Conrath va dimitir i el comandament va passar al Generalmajor Wilhelm Schmalz.
El maig de 1944, els aliats van aconseguir trencar el cap de pont d'Anzio-Nettuno i van capturar Monte Cassino després del seu flanqueig pel Cos Expedicionari Francès, i van començar a avançar per la vall del Liri. Amb Roma amenaçada i el 10. Armee en retirada, es va ordenar a la Hermann Göring que marxés cap al sector de Velletri, cosa que es va fer a plena llum del dia malgrat la total superioritat aèria aliada. Les columnes alemanyes van ser greument malmeses pels atacs implacables dels caçabombarders. A partir del 4 de juny, la retirada va passar per la capital italiana, que havia estat declarada "ciutat oberta" per evitar la seva destrucció. Tot i que la divisió inicialment va poder contenir l'avanç aliat, finalment es va veure obligada a retirar-se, retirant-se a posicions al riu Aniene, a l'est de Roma, a principis de juny; sent esmentada de nou als comunicats oficials de la Wehrmacht per la seva conducta exemplar davant d'una probabilitat aclaparadora. El 4 de juliol, la divisió va dur a terme una massacre de residents de la ciutat de Cavriglia, assassinant 180 civils. Al juliol, la divisió havia estat obligada a tornar a les posicions al sud de Florència; va ser retirada completament d'Itàlia el 15 de juliol de 1944.

### Creixement a cos i derrota

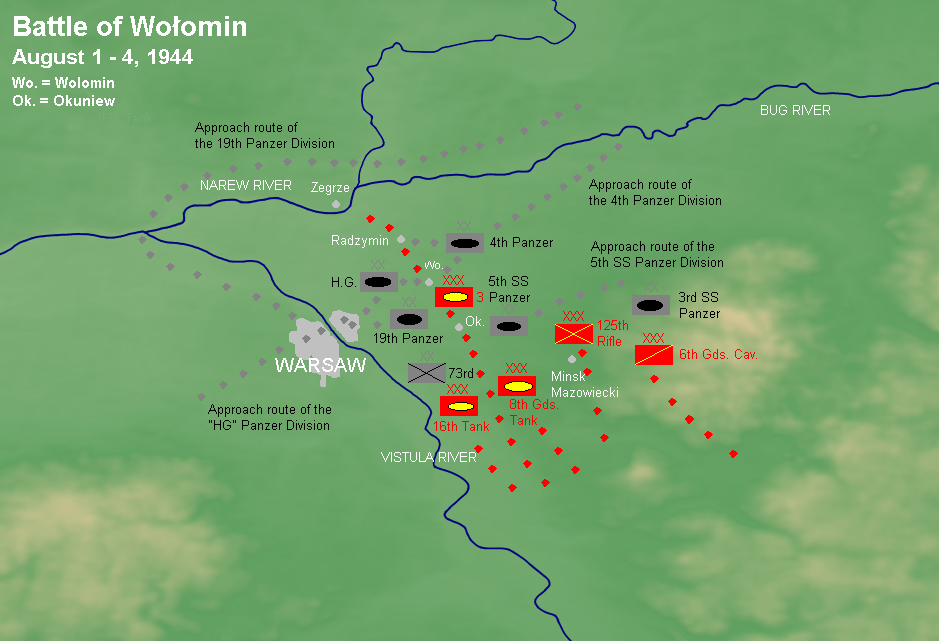
Batalla de Radzymin

El Fallschirm-Panzerkorps Hermann Göring, de la mida de Cos, es va crear el 1944 mitjançant la combinació de la unitat amb la Fallschirm-Panzergrenadier Division 2 Hermann Göring. Després de l'inici de l'ofensiva aliada, l'operació Diadema, el 12 de maig, la divisió es va retirar cap a Roma i després va abandonar la ciutat. La divisió va arribar a Polònia a finals de juliol i va lluitar al costat de les divisions SS Wiking, la Totenkopf i la 19a Divisió Panzer al riu Vístula, entre la Fortalesa de Modlin i Varsòvia. A l'agost, el seu contraatac contra el cap de pont de Magnuszew, defensat pel 8è Exèrcit de la Guàrdia, va fracassar després de forts combats. Entre l'agost i el setembre de 1944, la divisió va utilitzar civils polonesos no combatents capturats com a escuts humans quan va atacar les posicions dels insurgents durant l'aixecament de Varsòvia. Després de la destrucció de la ciutat, la divisió va ser adscrita al recentment format Grup d'Exèrcits Vístula, format el 24 de gener de 1945, defensant les ruïnes de Varsòvia en el que Hitler va anomenar "Festung Warschau", o Fortalesa de Varsòvia. Durant l'Oofensiva del Vístula-Oder, gran part de la divisió va ser destruïda en batalla.

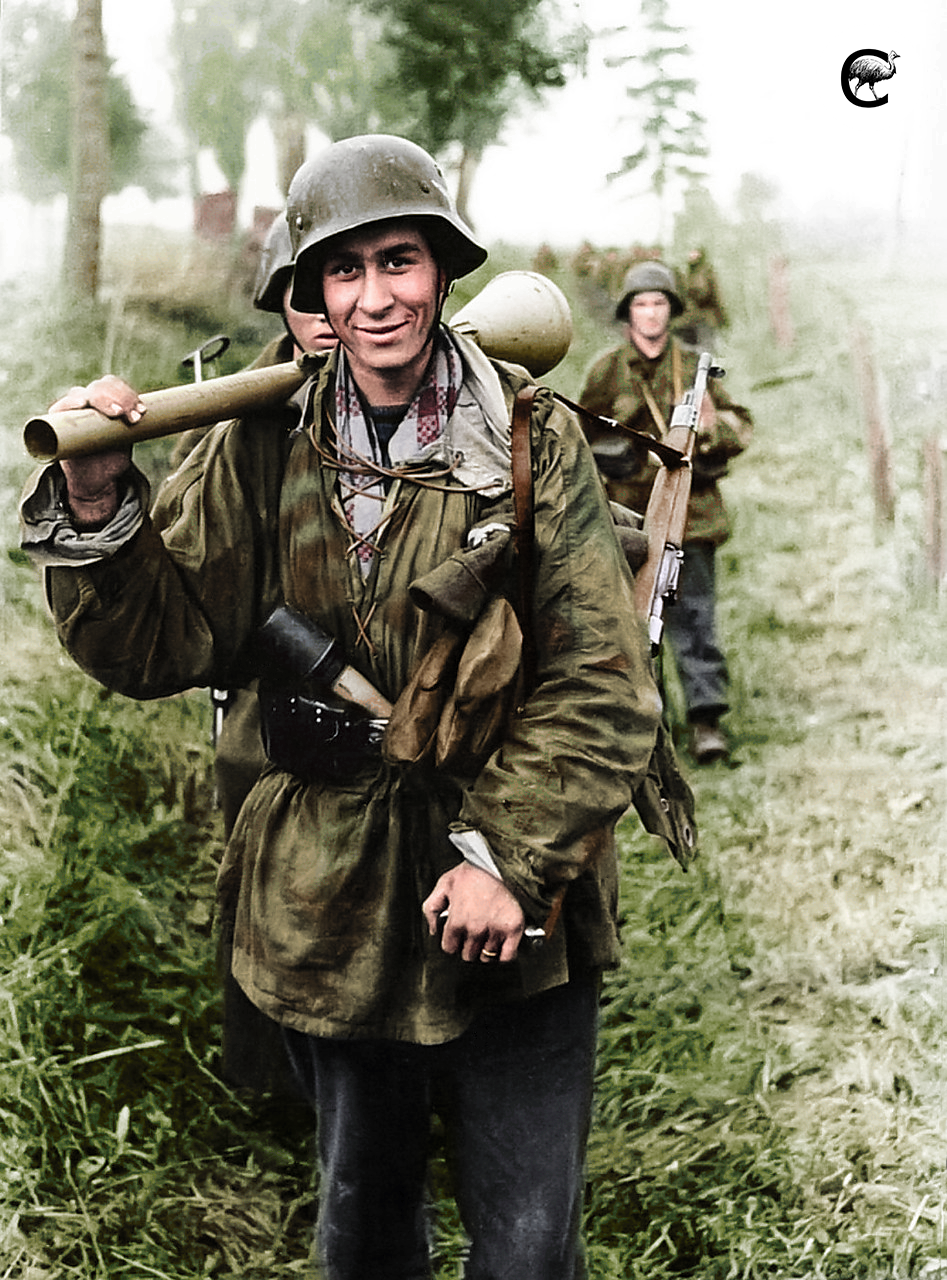
Un soldat amb un Panzerfaust de la Divisió Panzer Hermann Göring somrient a la càmera, Rússia, 1944.

A l'abril, les restes del Hermann Göring Panzerkorps van ser enviades a Silèsia, i en uns combats intensos van ser lentament repel·lides a Saxònia. El 22 d'abril, la Fallschirm-Panzer-Division 1. Hermann Göring va ser una de les dues divisions que van trencar la frontera interexèrcit del 2n Exèrcit polonès (Exèrcit Popular Polonès o LWP) i el 52è Exèrcit soviètic, en una acció prop de Bautzen, destruint parts dels seus trens de comunicacions i logística i danyant greument la 5a divisió d'infanteria polonesa (LWP) i la 16a Brigada de Tancs abans de ser aturades dos dies després.
A principis de maig, unitats del cos van intentar sortir cap a les forces americanes a l'Elba, però no van tenir èxit. El cos es va rendir a l'Exèrcit Roig el 8 de maig de 1945.

## Crims de guerra
Segons un informe del govern britànic, la Divisió Hermann Göring va participar en diverses operacions de represàlia durant la seva estada a Itàlia. Una d'aquestes va tenir lloc a la zona circumdant del poble de Civitella in Val di Chiana, el 29 de juny de 1944, on van morir 250 civils. La divisió també va participar en diverses altres massacres a Itàlia, a Cavriglia (173 víctimes), Monchio, Susano i Costrignano (130 víctimes) i Vallucciole (107 víctimes).
Els soldats de la Divisió Hermann Göring van utilitzar civils com a escuts humans davant dels seus tancs mentre netejaven barricades durant la Revolta de Varsòvia. Al voltant de 800 soldats de la divisió van participar en els combats durant la Revolta de Varsòvia de l'agost-octubre de 1944 al districte de Wola, on es van produir execucions massives de civils en relació amb les ordres de Hitler de destruir la ciutat. Les unitats de la divisió també van participar en els excessos comesos a la ciutat neerlandesa de Putten, també anomenada la incursió de Putten. Les unitats eren:
- II./Fallschirm-Panzer-Regiment "Hermann Göring" (20 tancs PzKpfw IV)
- III./Fallschirm-Panzergrenadier-Regiment 2. "Hermann Göring"
- IV./Fallschirm-Panzer-Artillerie-Regiment "Hermann Göring"[31]

## Organització
Estructura de la divisió: :
- Caserna general
- Regiment Panzer Hermann Goering
- 1r Regiment de Grenadiers Panzer Hermann Goering
- 2n Regiment de Grenadiers Panzer Hermann Goering
- 1r Regiment d'Artilleria Hermann Goering
- 1r Regiment Antiaeri Hermann Goering
- 1r Batalló de Reconeixement Panzer Hermann Goering
- 1r Batalló de Caçatancs Hermann Goering
- 1r Batalló d'Enginyers Panzer Hermann Goering
- 1r Batalló de Senyals Panzer Hermann Goering
- 1r Grup de Suport Divisional Hermann Goering

## Comandants
Fallschirm-Panzer-Korps Hermann Göring
| № |                        | Commander                                       | Pren possessió      | Deixa el càrrec        | Temps en el càrrec |
| - | ---------------------- | ----------------------------------------------- | ------------------- | ---------------------- | ------------------ |
| 1 | Walther von Axthelm    | Major Walther von Axthelm (1893–1972)           | 13 d'agost de 1936  | 31 de maig de 1940     | 3 anys, 292 dies   |
| 2 | Paul Conrath           | Oberst Paul Conrath (1896–1979)                 | 1 de juny de 1940   | 14 d'abril de 1944     | 3 anys, 318 dies   |
| 3 | Wilhelm Schmalz        | Generalmajor Wilhelm Schmalz (1901–1983)        | 16 d'abril de 1944  | 30 de setembre de 1944 | 0 anys, 167 dies   |
| 4 | Hanns-Horst von Necker | Generalmajor Hanns-Horst von Necker (1903–1979) | 1 d'octubre de 1944 | 8 de febrer de 1945    | 0 anys, 130 dies   |
| 5 | Max Lemke              | Generalmajor Max Lemke (1895–1985)              | 9 de febrer de 1945 | 8 de maig de 1945      | 0 anys, 88 dies    |